# Доло (Комо)
Доло (итал. Dolo) је насеље у Италији у округу Комо, региону Ломбардија.
Према процени из 2011. у насељу је живело 35 становника. Насеље се налази на надморској висини од 468 м.